# Harlaw Reservoir
Harlaw Reservoir är en reservoar i Storbritannien.   Den ligger i riksdelen Skottland, i den centrala delen av landet, 500 km norr om huvudstaden London. Harlaw Reservoir ligger 250 meter över havet. Den ligger vid sjön Threipmuir Reservoir. Trakten runt Harlaw Reservoir består i huvudsak av gräsmarker.